# Palazzo Castiglioni (Cingoli)
Palazzo Castiglioni è un palazzo storico e casa-museo nel cuore della parte superiore della cittadina di montagna di Cingoli, nei pressi di Macerata, nelle Marche. È la residenza del marchese Francesco Saverio Castiglioni.

## Storia
Palazzo Castiglioni venne acquistato nel 1599 da Bernardo Castiglioni, che era stato esiliato da Milano. Egli fu il primo del ramo marchigiano della famiglia, che nei secoli successivi aumentò in potere e prestigio, diventando parte attiva nella vita città.
I membri più importanti della famiglia sono il pontefice Urbano II del ramo Borgogna (1093), papa Celestino IV (1241), Baldassarre Castiglione (1478-1529) ed infine Francesco Saverio Castiglioni, che regnò come papa  e dal quale l'attuale marchese prende il nome. Come papa ha preso il nome di Pio VIII in memoria di Pio V, un antenato di sua madre.
Nel palazzo sono conservati gli arredi e gli oggetti personali di papa Pio VIII.